# Лукаш, Висенти
Лу́каш Висе́нти да Фонсе́ка  (порт. Vicente da Fonseca Lucas; род. 24 сентября 1935, Лоренсу-Маркиш) — футболист, центральный защитник сборной Португалии по футболу, а также «Белененсеша». Участник чемпионата мира 1966 года в Англии. Бронзовый призёр турнира.